# Leptospermum purpurascens
Leptospermum purpurascens är en myrtenväxtart som beskrevs av Joy Thomps.. Leptospermum purpurascens ingår i släktet Leptospermum och familjen myrtenväxter. Inga underarter finns listade i Catalogue of Life.